# The Elephants of Mars
The Elephants of Mars es el decimoctavo álbum de estudio del guitarrista Joe Satriani, lanzado el 8 de abril de 2022.

## Lista de canciones
Todas las canciones escritas por Joe Satriani.

| N.º | Título                          | Duración |  |
| 1.  | «Sahara»                        | 4:37     |  |
| 2.  | «The Elephants of Mars»         | 5:22     |  |
| 3.  | «Faceless»                      | 4:49     |  |
| 4.  | «Blue Foot Groovy»              | 5:10     |  |
| 5.  | «Tension and Release»           | 5:50     |  |
| 6.  | «Sailing the Seas of Ganymede»  | 5:59     |  |
| 7.  | «Doors of Perception»           | 3:18     |  |
| 8.  | «E 104th St NYC 1973»           | 5:37     |  |
| 9.  | «Pumpin'»                       | 3:23     |  |
| 10. | «Dance of the Spores»           | 6:20     |  |
| 11. | «Night Scene»                   | 4:34     |  |
| 12. | «Through a Mother's Day Darkly» | 4:13     |  |
| 13. | «22 Memory Lane»                | 4:12     |  |
| 14. | «Desolation»                    | 3:20     |  |

## Personal
- Joe Satriani - guitarras, teclados
- Kenny Aronoff - batería
- Bryan Beller - bajo
- Rai Thistlethwayte - teclados
- Eric Caudieux - teclados
- Ned Evett - texto recitado (pista 12)